# Coleambally
Coleambally is een plaats in de Australische deelstaat New South Wales en telt 600 (schatting) inwoners (2006).